# Просте рішення кубика Рубіка
Просте рішення кубика Рубіка Джеймса Г. Нурса - книга, видана в 1981 році. У книзі пояснюється, як вирішити Кубик Рубіка. Книга стала найбільш продаваною книгою 1981 року, продавши 6 680 000 копій того року. Це була найшвидше продавана книга за 36-річну історію Bantam Books.

## Написання
Нурс написав книгу у віці 33 років, працюючи співробітником хімічного факультету Стенфордського університету. Незадовго до Різдва 1980 року він придбав кубик Рубіка, маючи намір подарувати його. Натомість він провів сезон відпусток, розробляючи рішення (метод "Шар за шаром"), яке опублікував як брошуру на 32 сторінки для університетської книгарні.  Це дійшло до видавця в Бантамі, який переконав Нурза розширити цей посібник в книгу на 64 сторінки. 

## Публікація
Книга була опублікована в червні 1981 р. Це стала найбільш продаваною книгою 1981 року, продавши того року 6 680 000 копій. Це була найшвидше продавана книга за 36-річну історію Bantam Books. 
У листопаді 1981 року Нурс опублікував продовження "Прості рішення кубічних головоломок", як допомога численним головоломкам, породженими Cube-craze.

## Зміст
Багато пізніших рішень Кубика Рубіка, опублікованих в Інтернеті, схоже, базуються, принаймні частково, на рішеннях у цій книзі. Книжкове рішення куба вважалося одним із найпростіших рішень для вирішення куба. Однак ця легкість і простота передбачає компроміс, оскільки це рішення займає більше часу, ніж інші рішення, які є більш складними.
У своїй книзі Нурс використав нотацію, яка відрізняється від позначення Девіда Сінгмастера, яка ще не стала широко відомою. Замість того, щоб бути названими Вгору та Вниз і представляти їх у рухах U та D, горизонтальні грані називаються Верхньою та Нижньою та представлені T та B. Задня грань називається Posterior та представлена P. Однак, як це зазвичай трапляється у більшості популярних рішень головоломки, особливо тих, що спрямовані на початківця, жоден із представлених в книзі алгоритмів насправді не використовує задню грань у своїх послідовностях руху. Крім того, переміщення за годинниковою стрілкою та проти годинникової стрілки позначаються знаками + та - відповідно, замість оголених літер та простих чисел. Так, наприклад, Нурс надає алгоритм обертання трьох кутів нижньої грані проти годинникової стрілки (вирішуючи положення Ларса Петруса з назвою "Суне" ) таким чином:
```
R- B- R + B- R- B2 R + B2
```

У позначенні Сінгмастера та сама послідовність ходів буде записана таким чином:
```
R 'D' RD 'R' D2 R D2
```

## HelpCard
The following HelpCard provides a one-page synopsis of the solution detailed in the book.